# Harry Mulisch
Harry Mulisch (Haarlem, 29 de julio de 1927-Ámsterdam, 30 de octubre de 2010) fue un escritor neerlandés. Junto con W.F. Hermans y Gerard Reve, es considerado uno de los "tres grandes" de la literatura neerlandesa de postguerra. Escribió novelas, obras de teatro, ensayos, poesía, y reflexiones filosóficas.

## Biografía
Mulisch nació en Haarlem y estuvo viviendo en Ámsterdam desde 1958, después de la muerte de su padre en 1957. [cita requerida] El padre de Mulisch nació en el Imperio austrohúngaro y emigró a los Países Bajos después de la Primera Guerra Mundial. Durante la ocupación alemana en la Segunda Guerra Mundial trabajó para un banco alemán, el que también trataba con los bienes de los judíos. Su madre era judía. Mulisch y su madre se libraron del Holocausto gracias a la colaboración del padre de Mulisch con los nazis. Debido a la naturaleza curiosa de las posiciones de sus padres, Mulisch reclamó que él era la Segunda Guerra Mundial. Mulisch fue criado principalmente por Frieda Falk, criada de sus padres.[cita requerida] Es autor de El atentado, Dos mujeres, la monumental El descubrimiento del cielo y Sigfrido, novela con tintes autobiográficos que reflexiona sobre el mal y el nazismo.
En 1971 se casó con Sjoerdje Woudenberg, con quien tuvo dos hijas. Años más tarde, tuvo un tercer hijo con Kitty Saal, con quien empezó una relación en 1992.

## Temas en sus obras
Un tema frecuente en su obra es la Segunda Guerra Mundial. Su padre había trabajado para los alemanes durante la guerra y después había ido a prisión por tres años. Como la guerra abarcó la mayor parte de la pubertad de Mulisch, tuvo una gran influencia en su vida y obra. En 1963, escribió una obra de no ficción sobre el caso Eichmann, El caso 40/61. Las principales obras en el marco de la Segunda Guerra Mundial son De Aanslag (El atentado), Het stenen bruidsbed (La cama de piedra) y Siegfried (Sigfrido).
Además, Mulisch a menudo incorpora antiguas leyendas o mitos en sus escritos: basándose en la mitología griega, por ejemplo, en De Elementen; la mística judía, en De ontdekking van de hemel (El descubrimiento del cielo), y De Procedure (El procedimiento); la política (Mulisch es un socialista, famoso por su defensa de Fidel Castro a una edad temprana); y la leyenda urbana conocida. Él ha leído mucho y, de acuerdo a sus críticos, a menudo parece hacer ostentación de su conocimiento.
Mulisch ha obtenido reconocimiento internacional con la película De Aanslag (1986) que se basa en su libro homónimo. Recibió un Óscar y un Globo de Oro a la mejor película extranjera y ha sido traducido a más de veinte idiomas.
Su novela De ontdekking van de hemel (1992) fue filmada en 2001 como El descubrimiento del cielo por Jeroen Krabbé y protagonizada por Stephen Fry.
Entre los muchos premios que recibió por obras individuales y por el conjunto total de su obra, el más importante es el Prijs der Nederlandse Letteren (premio para la literatura neerlandesa, un reconocimiento oficial por la trayectoria) en 1995.